# Маникуаган (река)
Маникуаган — река, протекающая по территории провинции Квебек, Канада.
Исток реки находится в юго-восточной части провинции, общая длина составляет около 560 км. Протекает через водохранилище Маникуаган и впадает в реку Святого Лаврентия в районе залива Святого Лаврентия.
Предполагается, что название реки произошло от слова на языке племени монтанье, которое означает «там, где можно найти кору дерева».

## Гидроэлектростанции
На реке Маникуаган расположены несколько гидроэлектростанций.
- Электростанция McCormick — 350 МВт, обслуживается компанией Compagnie hydroélectrique Manicouagan.
- Электростанция Manic 1 Power Station — 184 МВт, обслуживается компанией Hydro-Québec.
- Электростанция Manic 2 Power Station — 1024 МВт, Hydro-Québec.
- Электростанция Manic 3 Power Station — 1244 МВт, Hydro-Québec.
- Плотина Даниел-Джонсон / электростанция Manic 5 — 1528 МВт, Hydro-Québec.
- Электростанция Manic 5 P.A. — 1064 МВт, Hydro-Québec.